# Roman Kasprzyk
Roman Kasprzyk (ur. 4 września 1942 w Oświęcimiu) – polski piłkarz, napastnik, reprezentant Polski. Młodszy brat Józefa. 

## Kariera
Był wychowankiem Czarnych Chropaczów, jako nastolatek grał także w Naprzodzie Lipiny. Był pierwszoligowym piłkarzem Ruchu Chorzów, następnie Zagłębia (Thorezu) Wałbrzych oraz Stali Mielec. W 1968 został królem strzelców drugiej ligi. W reprezentacji Polski debiutował 22 maja 1963 w Warszawie w wygranym meczu z reprezentacją Grecji (4:0), drugi i ostatni raz zagrał w tym samym roku. Jako piłkarz juniorskiej kadry Polski zdobył srebrny medal turnieju UEFA w Portugalii w 1961 (później mistrzostwa Europy).